# Уэзеролл, Кимберли
Кимберли (Ким) Уэзеролл (род. 1974) — австралийский юрист в сфере интеллектуальной собственности, блогер и академик.

## Биография
Уэзеролл училась в Оксфорде и Йеле, затем работала в юридической фирме King & Wood Mallesons в Сиднее, позже стала преподавателем в школе права Мельбурнского университета. Она также является заместителем директора Научно-исследовательского института интеллектуальной собственности Австралии и членом совета Australian Digital Alliance. В настоящее время она является доцентом школы права Сиднейского университета. В 2007 году на linux.conf.au она была награждена третьей ежегодной премией Ржавый ключ за заслуги перед сообществом свободного программного обеспечения.
Её блог Weatherall’s Law является одним из немногих источников, описывающих интеллектуальную собственность в Австралии в форме, доступной для не-юристов. В нём содержится подробный анализ ряда правовых аспектов, характерных для Австралии, в том числе прецедентов, законодательства и его обзоров. Начав работу в середине 2002 года, блог был особенно активен в обсуждении главы об интеллектуальной собственности соглашения о свободной торговле между Австралией и США.
10 января 2007 Уэзеролл объявила, что прекратит отправку сообщений в блоге. Она продолжила вести блог по вопросам права интеллектуальной собственности на LawFont.
На Уэзеролл ссылался Постоянный комитет Сената по правовым и конституционным вопросам в докладе о необходимых исключениях в отношении мер технологической защиты. Её статья о деле Sony против Стивенса (дело касалось антиобходных законов в Австралии) дважды цитировалась в окончательном решении.